# Pentathlon moderne
 (avril 2014).
Si vous disposez d'ouvrages ou d'articles de référence ou si vous connaissez des sites web de qualité traitant du thème abordé ici, merci de compléter l'article en donnant les références utiles à sa vérifiabilité et en les liant à la section « Notes et références ».
 (juillet 2019).
Pour les articles homonymes, voir Pentathlon.
Le pentathlon moderne est une épreuve sportive constituée de cinq disciplines d’où le nom de pentathlon. Ces épreuves sont l’escrime, la natation, la course d’obstacles, le tir au pistolet et la course à pied. Il faut le distinguer du pentathlon antique : aucune des épreuves du pentathlon moderne ne faisait partie des premiers Jeux olympiques.
Le pentathlon a toujours fait partie du programme olympique depuis 1912. Une épreuve par équipe a été ajoutée aux Jeux olympiques en 1952 et interrompue en 1992. Une épreuve féminine a été ajoutée en 2000. Lors des années non olympiques, un championnat du monde a lieu, depuis 1949. À l'origine la compétition durait quatre ou cinq jours ; mais en 1996 l'épreuve a été raccourcie à une journée pour améliorer son image commerciale. En dépit de l'appartenance très forte de l'épreuve aux Jeux olympiques modernes et de son statut d'événement créé spécifiquement pour les Jeux olympiques, son manque de popularité hors de l'Europe de l’Est a conduit à des demandes de suppression des Jeux olympiques au cours des dernières années,.
Ce sport est régi par l'Union internationale de pentathlon moderne (UIPM).

## Histoire

### Création
Le pentathlon sous sa forme moderne est inventé par le baron Pierre de Coubertin, fondateur des Jeux olympiques modernes. Comme les épreuves du pentathlon antique étaient choisies suivant les compétences du soldat idéal de cette époque, Coubertin crée l'épreuve pour désigner l'athlète idéal. Il y intègre une course à pied, une course à cheval, une course de natation, un assaut d'épée et une épreuve de tir ; il affirme préférer une course d'aviron à cette dernière épreuve mais avoir choisi le tir par souci de faisabilité logistique. 
Cela fait naître l'idée que le pentathlon moderne est un test à visée militaire, et il attire de nombreux officiers. Pierre de Coubertin s'en défend, affirmant que son objectif est de concevoir une discipline pédagogique et pacifique. 

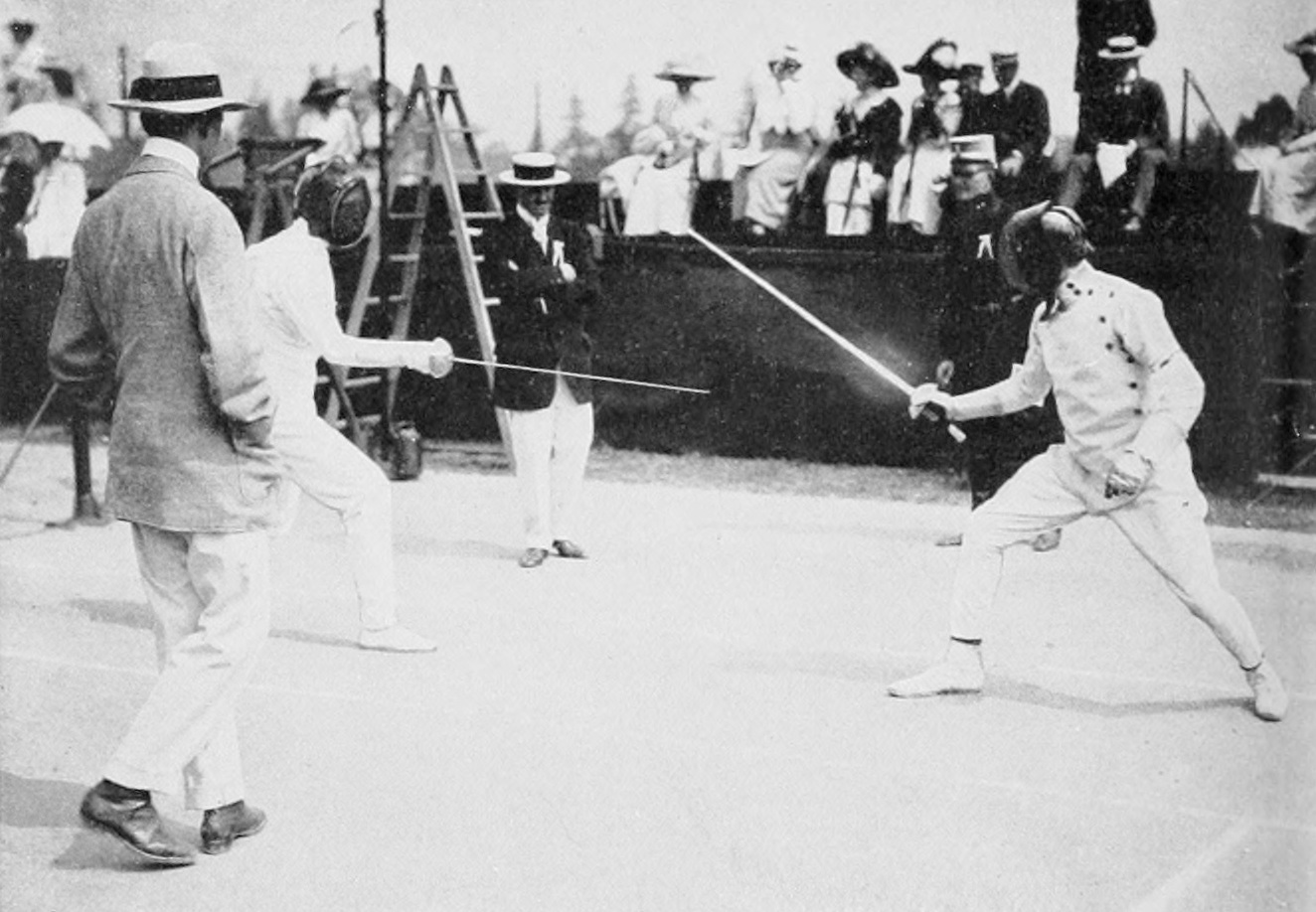
Jean de Mas Latrie contre George Patton aux Jeux olympiques de 1912.

L'épreuve est disputée pour la première fois aux Jeux olympiques de 1912 et remportée par le Suédois Gösta Lilliehöök. Le futur général américain de la Seconde Guerre mondiale, George Patton, y termine cinquième. En 1912, les concurrents sont autorisés à monter un cheval qu'ils connaissent déjà, mais à partir de 1920 le souhait du baron de Coubertin en la matière se réalise et chaque candidat se voit remettre un cheval tiré au sort.

### Seconde moitié duXXesiècle: structuration et premières réformes
Le sport tente de se démocratiser après la Seconde Guerre mondiale. Le CIO, qui a administré seul le pentathlon moderne entre 1912 et 1948, souhaite se décharger de cette responsabilité pour la confier à une fédération internationale autonome capable de développer plus largement la discipline et organiser régulièrement des compétitions. C'est ainsi qu'en pleine olympiade des Jeux de Londres en août 1948 est fondée l'Union internationale de pentathlon moderne (UIPM). Cette dernière se met immédiatement à l'œuvre et organise la première édition des championnats du monde en 1949. L'UIPM planche également sur le pentathlon moderne d'hiver qui sera définitivement abandonné au profit de la mise au point du biathlon moderne d'hiver. Pour la première fois aux Jeux olympiques d'Helsinki en 1952, un civil gagne la médaille d'or du pentathlon : le Suédois Lars Hall[réf. souhaitée].
Les premières modifications du règlement sportif voient l'adoption en 1952 d'un premier système de points. Les suivantes se concentrent sur l'aménagement de l'épreuve hippique. Il s'agit originellement d'un cross-country de 5 000 mètres, ramené à 2 500 mètres en 1962, puis transformé en un parcours de saut d'obstacles de 800 mètres en 1969. La distance sera de nouveau réduite en 1980 (600 mètres) puis en 1993 (de 350 à 400 mètres). L'autre sujet récurrent est la durée du pentathlon. D'abord disputé sur 5 jours, il est ramené à 4 en 1981, de nouveau à 5 en 1985, puis à nouveau à 4 en 1989, avec le tir disputé non plus le premier jour mais le second, en compagnie de la natation. Enfin, la Coupe du monde de pentathlon moderne est créée en 1990.
En dépit de ces efforts de structuration, l'attractivité de la discipline restant basse et la figure tutélaire de Pierre de Coubertin suffisant de moins en moins à assurer au pentathlon moderne une place aux Jeux olympiques, il est confronté à une pression grandissante pour se réformer et par conséquent les changements apportés à la discipline se multiplient et s'accélèrent. Un premier pas avait été franchi en 1984, année durant laquelle le format est modifié de façon que les athlètes partent, lors de l'ultime épreuve de course à pied, dans l'ordre de leur classement après les quatre premières épreuves, l'écart de points les séparant étant convertis en secondes d'avance au début de l'épreuve, et le premier à franchir la ligne d'arrivée étant déclaré vainqueur du pentathlon, améliorant la lisibilité de l'épreuve. Dans une recherche d'un plus grand dynamisme, le programme des épreuves est condensé en une seule journée à partir de 1996. En 1997, la distance de la course de natation est ramenée de 300 à 200 mètres. En 2000, une épreuve féminine fait son apparition aux Jeux olympiques de Sydney.
Ces premières modifications améliorent encore insuffisamment la visibilité du sport, dont les épreuves cumulées en une journée dépassent une durée de douze heures aux Jeux olympiques de Pékin en 2008, rendant difficile le suivi des épreuves et leur compréhension par un public non-initié. Des progrès sont notables concernant l'internationalisation de la discipline, mais le pentathlon moderne demeure un sport confidentiel (en France par exemple, il représente en 2018 0,02% du total des sportifs licenciés à une fédération sportive agréée et reste, avec 2020 pratiquants, la plus petite des 36 fédérations de sports olympiques du pays en nombre de licenciés), à la médiatisation pratiquement inexistante en dehors des Jeux olympiques. Il souffre d'un déficit d'image notable, perçu comme élitiste et vieillot et son qualificatif de « moderne » lui-même est parfois tourné en dérision,.

### Début duXXIesiècle: la survie du pentathlon moderne en question
Ainsi, au début du XXIe siècle, c'est la question de la « survie » même de la discipline au programme olympique qui est évoquée et l'UIPM adopte en quelques années des innovations pour améliorer l'image et le dynamisme de la discipline auprès du public. La plus importante, et la plus controversée de ces innovations est la fusion des épreuves de tir et de course à pied au sein d'une épreuve combinée calquée sur le modèle de la poursuite de biathlon, qui soulève des questions allant de la pertinence de conserver l'appellation de «pentathlon» ou de renommer l'épreuve en «tétrathlon» pour s'accorder à la discipline passant de 5 à 4 épreuves, comme le fit le pentathlon féminin d'athlétisme qui devint heptathlon en 1981 avec l'ajout de deux épreuves, à la dévalorisation du tir ou de la course par rapport aux autres disciplines. Malgré la controverse et l'opposition de certaines fédérations d'Europe de l'Est et centrale, cette décision reçoit l'aval des deux tiers du congrès de l'UIPM, fin 2008 (32 délégués favorables sur 48) et est appliquée à partir du 1er janvier 2009. En 2010, le pistolet à plombs traditionnel est remplacé par un pistolet muni d'un laser, qui confère au combiné son autre nom, le laser-run.
Les épreuves de pentathlon moderne aux Jeux de Londres 2012 remportent un succès mitigé, les pentathloniens et pentathloniennes commençant leur épreuve tôt le matin par une longue épreuve d'escrime de trois heures devant une salle à moitié vide, avant de rencontrer leur public pendant la natation et surtout les épreuves d'équitation et les premiers combinés olympiques devant plusieurs milliers de spectateurs. En 2013, ces réformes paient : bien que lourdement menacé, le pentathlon moderne évite de justesse le couperet du Comité international olympique qui s'abat finalement sur la lutte, sport originel des Jeux olympiques, proposée à l'exclusion du programme des Jeux olympiques d'été de 2020. Par la suite, l'UIPM poursuit ses efforts pour tenter de s'approcher des critères d'attractivité télévisuelle prépondérants pour sa sauvegarde future[réf. souhaitée].
Outre une légère modification du parcours de combiné, qui évolue d'un parcours de 3x1 000 mètres avec 3 passages au tir à un parcours de 4x800 mètres avec 4 passages au tir en 2013, une nouvelle grande innovation est l'addition d'un tableau, système ladder, à la compétition d'escrime en 2015. Cette addition allonge la durée des compétitions, qui doivent se dérouler sur deux jours : la poule unique d'escrime difficile à suivre pour le spectateur est disputée la veille du reste du pentathlon, tandis que le tableau ouvre la seconde journée sur un format court, simple et une piste d'escrime unique. En plus d'un gain en lisibilité, cette modification sert un projet plus grand : la conception de stades dédiés spécifiquement à la pratique du pentathlon moderne, permettant la tenue de toutes les épreuves sur un site unique. Ainsi, pour les olympiades de 2016 et 2020, les compétitions se déroulèrent respectivement au stade de Deodoro et au stade de Tokyo. Le premier complexe du genre a ouvert en 2018 à Mexico en prévision des championnats du monde 2018.

### Changements de format et suppression de l'épreuve équestre (années 2020)
Le sport évolue encore en 2020, avec un système d'élimination, permettant de condenser le sport en un format de 90 minutes, sur un seul site. Ce format, censé être plus facile à suivre pour les spectateurs, réduit d'un point la récompense d'une victoire en escrime (5 points contre 6 auparavant dans le cas d'une finale à 36), modifie le parcours de laser-run de 4x800 mètres à 5x600 mètres de façon que les athlètes parcourent un tour complet avant leur première séance de tir et réduit le parcours d'équitation de 14 à 10 obstacles[réf. souhaitée].
Aux Jeux olympiques de Tokyo, en 2021, le pentathlon moderne fait scandale après la diffusion de l'épreuve d'équitation du pentathlon féminin, montrant des images de mauvais traitements de l'Allemande Annika Schleu et plus particulièrement de son entraîneuse Kim Raisner envers un cheval visiblement en détresse. Cette séquence soulève des questionnements au sujet du bien-être animal, et, sur un plan sportif, du bien fondé d'une épreuve aussi aléatoire nuisant à l'équité sportive car, avant cette épreuve, Schleu était nettement en tête de la compétition. Un peu moins de trois mois après ces Jeux olympiques, l'UIPM annonce le remplacement de l'épreuve d'équitation par une épreuve alternative (l'’équitation remplacée par le cyclisme ?), décision prise unanimement au sein de son comité exécutif. Prenant la parole après cette décision, le vice-président de l'UIPM Joël Bouzou invoque une combinaison de facteurs allant du coût de l'épreuve à son aspect aléatoire, mais, bien qu'il s'en défende, de nombreux observateurs font un lien direct entre l'affaire des Jeux de Tokyo et les vives protestations des défenseurs des droits des animaux qu'elle a suscité, et cette décision qui révolutionne la discipline,,,.
L'équitation est remplacée par un autre sport après les Jeux de Paris (lors de la 139e session du CIO, le pentathlon moderne est en sursis pour être intégré au programme des JO 2028 à Los Angeles).

## Disciplines du pentathlon

### Escrime

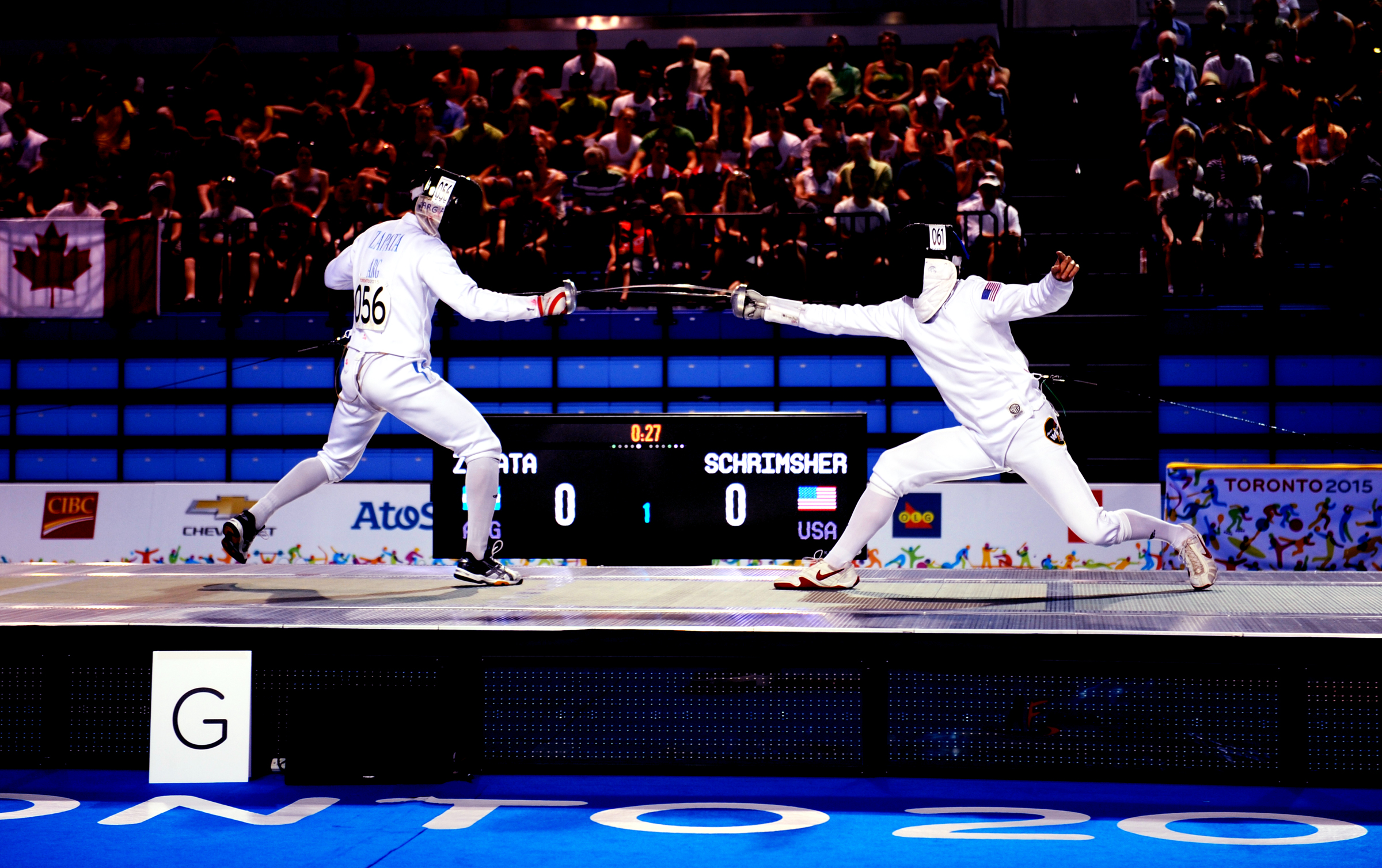
Escrime

La discipline d'escrime utilise l'épée. La compétition est une poule où tous les participants se rencontrent. Chaque assaut dure une minute, en une seule touche gagnante. Si au bout de la minute il n'y a pas de touche, il y a double défaite mais en cas de touche double, c'est-à-dire si les deux concurrents touchent en même temps, l'assaut reprend jusqu'à ce qu'il n'y ait qu'un seul vainqueur. Les points attribués au cours de cette épreuve sont calculés sur la base d'un pourcentage de victoires : quel que soit le nombre de concurrents, un total de 70 % de victoires vaut 250 points. Dans le cas des compétitions internationales, disputées entre 36 pentathloniens, il faut 25 victoires pour obtenir ce score. Chaque assaut vaut cinq points. Dans le cas des compétitions internationales, il est impossible de descendre en dessous de 100 points, chaque victoire s'ajoute donc à ce minimum. En plus de ce tour de poule, un tournoi bonus peut être organisé. Basé sur le système ladder, il voit s'affronter les deux moins bien classés du tour de poule entre eux. Le vainqueur affronte ensuite le suivant dans la hiérarchie du premier tour, et ainsi de suite jusqu'au vainqueur du premier tour. Chaque victoire dans ce tournoi apporte un point supplémentaire.

### Natation

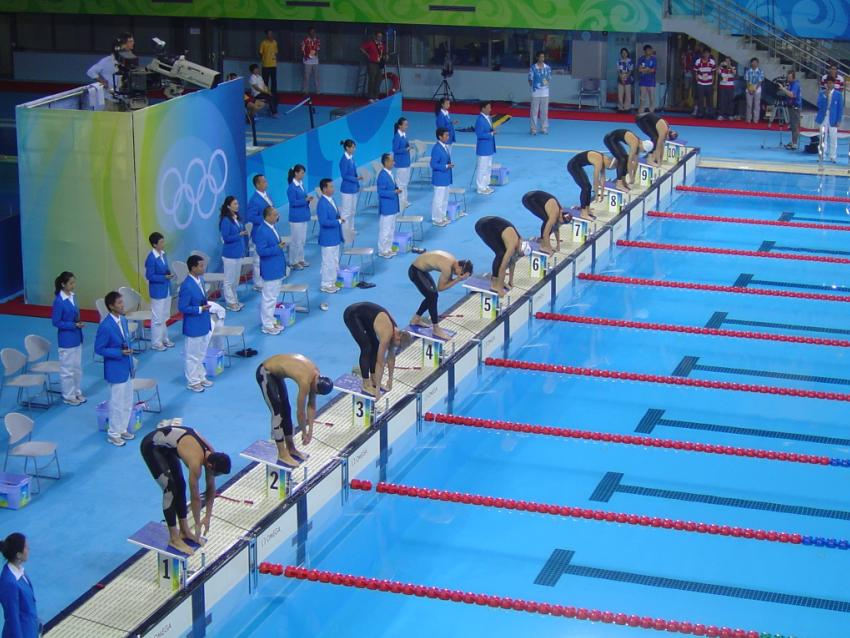
Natation

L'épreuve de natation est un 200 mètres nage libre. Les concurrents sont classés selon leur meilleur temps sur la distance. La grille de points est la même pour les hommes et pour les femmes. Un temps hypothétique de 2 min 30 s 0 rapporte 250 points. Il faut déduire ou ajouter un point de ce total pour chaque demi-seconde de plus ou de moins. Un temps de 2 min 0 s 0 vaut donc 310 points, un temps de 1 min 40 s 0 vaut 350 points, etc. Le temps est arrondi à la tranche supérieure : pour un temps de 1 min 53 s 18, par exemple, les points attribués sont les mêmes que pour un temps de 1 min 53 s 50 (323 points). La natation est l'épreuve la moins aléatoire du pentathlon moderne : les conditions de course sont toujours les mêmes et les candidats sont confrontés à un contre-la-montre plutôt qu'une épreuve d'affrontement.

### Parcours d'obstacles
Les athlètes devront effectuer un parcours chronométré de 65 m comportant une série d’obstacles tels que des marches en montée, des balançoires de corde, des murs à escalader, des barres de singe... Cette épreuve vise à  tester la force, l'agilité et l'endurance des concurrents.

### Laser Run

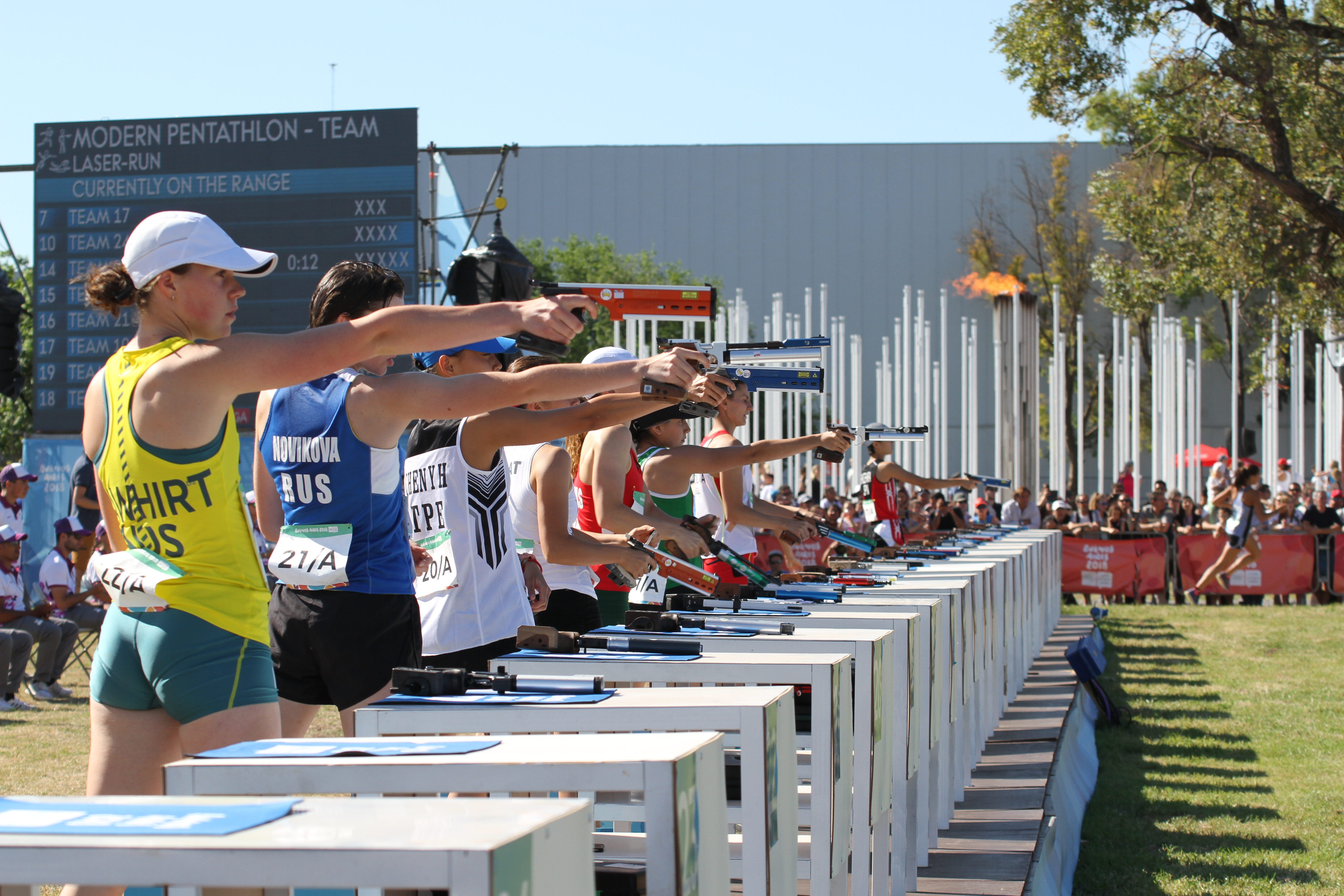
Combiné (Tir)

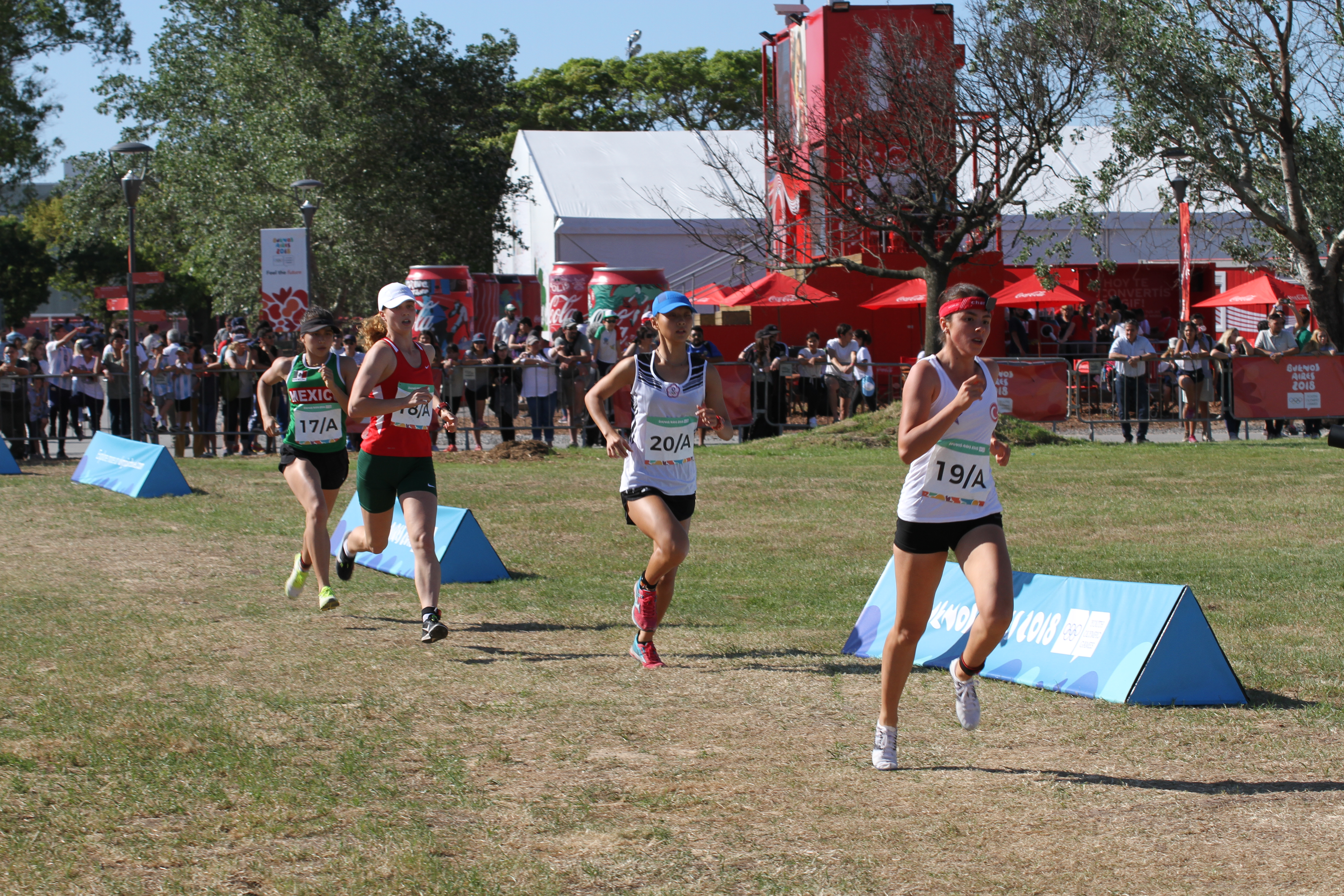
Combiné (Course à pied)

Combiné Course/Tir ou Laser Run : Il s'agit de la modification la plus récente du règlement du pentathlon moderne (depuis les JO de 2012), destinée à le rendre plus spectaculaire : le tir et la course à pied, auparavant disputés en deux épreuves distinctes, fusionnent en une épreuve combinée inspirée de la poursuite de biathlon, qui connaît, lors de la création de ce format, un engouement médiatique certain. L'épreuve de combiné consiste en un cross-country de 3 000 mètres sur un parcours de 600 mètres ponctué de quatre arrêts à un stand de tir où les concurrents utilisent un pistolet à tir laser et visent une cible située à 10 mètres. Le 1er tir a lieu 600 m après le départ, le deuxième après une 2e boucle de 600 mètres de course, le troisième à 1 800 mètres et le dernier à 2 400 mètres. À chaque fois, le pentathlonien doit toucher 5 cibles en un temps maximum de 50 secondes, avant de repartir sur la course. L'écart de points entre les concurrents établi lors des trois premières épreuves détermine l'ordre de départ et l'intervalle entre chaque départ. Le leader du classement s'élance en premier, son avantage de points étant traduit en secondes sur ses poursuivants : si le deuxième est à dix points du premier, il s'élance dix secondes après, s'il est à 22 points, il part avec 22 secondes de retard, etc. Cette épreuve attribue également des points qui servent essentiellement à évaluer la performance, mais comme pour la poursuite de biathlon, c'est le premier à franchir la ligne d'arrivée qui remporte le pentathlon.

### Anciennes épreuves

#### Équitation

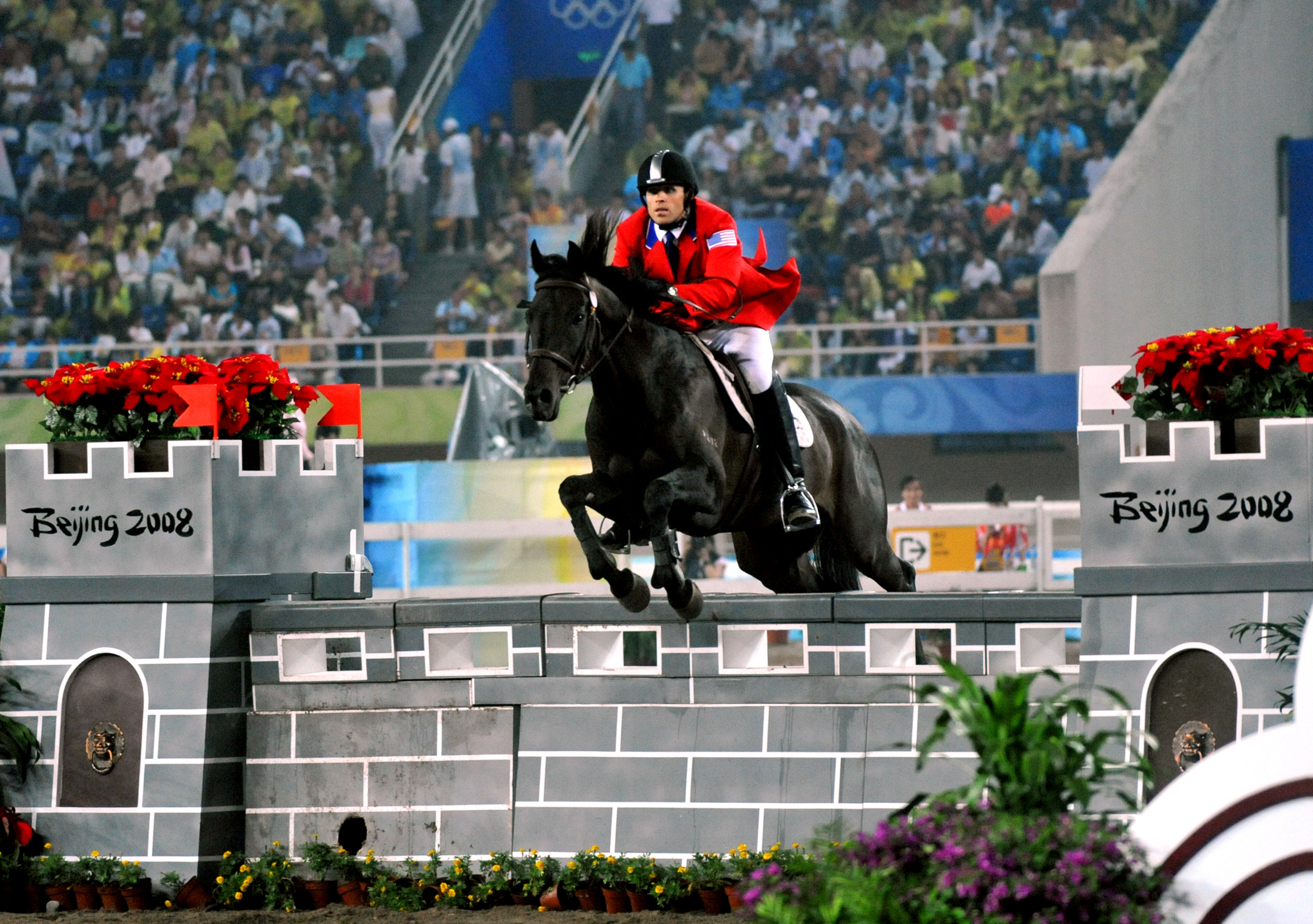
Équitation

La discipline d'équitation consiste en un saut d'obstacles sur une course de 400 à 450 mètres avec 12 obstacles dont au minimum une combinaison d'un double et d'un triple et 5 obstacles minimum doivent être placés à la hauteur maximale précisée par le règlement selon la catégorie de compétition. Un temps limite est établi en fonction de la longueur de la course et de la taille de la piste, qu'elle soit supérieure ou inférieure à 2 500 m2. Les concurrents sont associés par tirage au sort à un cheval 20 minutes avant le début de l'épreuve. Un parcours dans le temps et sans fautes donne 300 points maximum. Chaque obstacle tombé occasionne une déduction de sept points, chaque seconde de dépassement de temps provoque une déduction d'un point. De plus, une série de fautes peut provoquer l'élimination, qui se traduit par un zéro en termes de points marqués dans l'épreuve. Il est donc possible de perdre toutes ses chances durant l'épreuve d'équitation. Cette épreuve peut être la plus difficile à appréhender pour un pentathlonien, même spécialiste de l'équitation, qui doit savoir appréhender le caractère d'un cheval qui lui est attribué par tirage au sort et qu'il ne connaît donc pas et mettre sa monture en confiance. En cas de blessure ou de parcours catastrophique, un cheval peut être remplacé par un cheval de réserve.

## Compétitions principales

### Jeux olympiques
| Rang | Pays             | Médaille d'or, Jeux olympiques | Médaille d'argent, Jeux olympiques | Médaille de bronze, Jeux olympiques | Total |
| ---- | ---------------- | ------------------------------ | ---------------------------------- | ----------------------------------- | ----- |
| 1    | Hongrie          | 9                              | 8                                  | 6                                   | 23    |
| 2    | Suède            | 9                              | 7                                  | 5                                   | 21    |
| 3    | Union soviétique | 5                              | 5                                  | 5                                   | 15    |
| 4    | Grande-Bretagne  | 4                              | 2                                  | 3                                   | 9     |
| 5    | Russie           | 4                              | 1                                  | 0                                   | 5     |

| Rang | Athlète        | Pays             | Médaille d'or, Jeux olympiques | Médaille d'argent, Jeux olympiques | Médaille de bronze, Jeux olympiques | Total |
| ---- | -------------- | ---------------- | ------------------------------ | ---------------------------------- | ----------------------------------- | ----- |
| 1    | Pavel Lednev   | Union soviétique | 2                              | 2                                  | 3                                   | 7     |
| 2    | András Balczó  | Hongrie          | 3                              | 2                                  | 0                                   | 5     |
| 3    | Carlo Massullo | Italie           | 1                              | 2                                  | 2                                   | 5     |
| 4    | Igor Novikov   | Union soviétique | 2                              | 2                                  | 0                                   | 4     |
| 5    | Daniele Masala | Italie           | 2                              | 1                                  | 0                                   | 3     |
| 5    | Lars Hall      | Suède            | 2                              | 1                                  | 0                                   | 3     |

### Championnats du monde
| Rang | Pays             | Médaille d'or, monde | Médaille d'argent, monde | Médaille de bronze, monde | Total |
| ---- | ---------------- | -------------------- | ------------------------ | ------------------------- | ----- |
| 1    | Hongrie          | 54                   | 47                       | 32                        | 133   |
| 2    | Pologne          | 34                   | 16                       | 21                        | 71    |
| 3    | Union soviétique | 32                   | 25                       | 14                        | 71    |
| 4    | Russie           | 20                   | 29                       | 21                        | 70    |
| 5    | Grande-Bretagne  | 18                   | 21                       | 15                        | 54    |

## Records
L'Union internationale de pentathlon moderne reconnaît les performances suivantes comme records du monde officiels sur le format sportif actuel :
- Escrime : Poule unique de 36 et tableau (système ladder). (Format adopté en 2015)
- Natation : 200 mètres nage libre en bassin de 25 ou 50 mètres. (Format adopté en 2000)
- Combiné : 4 tours de circuit de 800 mètres et 4 séances de tir. (Format adopté en 2013)

Ainsi que sur le format de points actuel, adopté en 2014. Certaines performances réalisées sous l'ancien barème de points, comme le record d'escrime de Zhang Xiaonan ou le record de natation en bassin de 25 m de James Cooke, ont été traduits en points selon le barème actuel et demeurent des records absolus dans l'histoire du pentathlon moderne. L'épreuve d'équitation, le saut d'obstacles fonctionnant par déductions de points, le record ne peut excéder 300 points, performance atteinte à de très nombreuses reprises. De plus, les variables aléatoires (difficulté et longueur du parcours, qualité des chevaux) de l'épreuve empêchent de désigner formellement un détenteur unique du record.
| Discipline     | Athlète         | Pays            | Performance                     | Performance                     | Lieu           | Date             | Événement                        |
| -------------- | --------------- | --------------- | ------------------------------- | ------------------------------- | -------------- | ---------------- | -------------------------------- |
| Total          | Michelle Gulyás | Hongrie         | 1 461 pts 245 + 286 + 300 + 630 | 1 461 pts 245 + 286 + 300 + 630 | Paris          | 11 août 2024     | Jeux olympiques 2024             |
| Escrime        | Kate French     | Grande-Bretagne | 286 pts                         | 31 V, 4D                        | Székesfehérvár | 26 mars 2021     | Coupe du monde 2021 #1           |
| Natation (25m) | Samantha Murray | Grande-Bretagne | 329 pts                         | 2 min 3 s 84                    | Varsovie       | 5 septembre 2014 | Championnats du monde 2014       |
| Natation (50m) | Élodie Clouvel  | France          | 321 pts                         | 2 min 6 s 59                    | Moscou         | 27 mai 2016      | Championnats du monde 2016       |
| Combiné        | Blanka Bauer    | Hongrie         | 662 pts                         | 10 min 38 s 80                  | Bath           | 8 avril 2015     | Coupe du monde 2015 #3 (qualif.) |

| Discipline     | Athlète            | Pays         | Performance                     | Performance                     | Lieu       | Date             | Événement                                   |
| -------------- | ------------------ | ------------ | ------------------------------- | ------------------------------- | ---------- | ---------------- | ------------------------------------------- |
| Total          | Ahmed El-Gendy     | Égypte       | 1 555 pts 245 + 312 + 300 + 692 | 1 555 pts 245 + 312 + 300 + 692 | Paris      | 10 août 2024     | Jeux olympiques 2024                        |
| Escrime        | Woongtae Jun       | Corée du Sud | 284 pts                         | 31 V, 4D                        | Albena     | 15 mai 2022      | Coupe du monde 2022                         |
| Natation (25m) | Matteo Bovenzi     | Italie       | 332 pts                         | 1 min 49 s 130                  | Alexandrie | 27 juin 2024     | Championnats du monde junior 2024 (qualif.) |
| Natation (50m) | Logan Storie       | États-Unis   | 361 pts                         | 1 min 53 s 08                   | Berlin     | 1er juillet 2015 | Championnats du monde 2015 (qualif.)        |
| Combiné        | Emiliano Hernandez | Mexique      | 720 pts                         | 9 min 40 s 800                  | Paris      | 10 août 2024     | Jeux olympiques 2024                        |

## Médiatisation

### Représentations culturelles
- 1977 : Küldetés, documentaire hongrois dont le sujet est András Balczó, champion olympique de pentathlon moderne aux Jeux olympiques d'été de 1972 à Munich. Après 3 semaines d'exploitation et un accueil favorable, il fut retiré des salles par György Aczél (en) à cause de sa critique du socialisme.

## Variantes
De nombreux sports combinés sont dérivés du pentathlon et également gérés par l'UIPM.

### Biathlé
Le biathlé est un sport issu du monde du pentathlon moderne développé dans le but de s’entraîner aux épreuves de course à pied et de natation du pentathlon en conditions réelles de compétition. Il est également considéré comme un sport à part entière, son premier championnat du monde a été organisé en 1999 à Monaco. Il présente d'étroites similitudes avec l'aquathlon qui provient du triathlon et qui comporte lui aussi ces deux épreuves à enchaîner sans interruption, mais dans le cas du biathlé les distances habituellement plus courtes sont enchaînées dans une combinaison course à pied/natation/course à pied, contre un enchaînement natation/course à pied pour l'aquathlon.
Le biathlé partage une consonance avec le biathlon mais ne doit pas être confondu avec celui-ci. Dans le biathlé, le principe fondamental est l'enchaînement course/natation/course. Même si ce sport est un sport à part entière, de classe internationale, il n’est pas olympique. Ce « petit frère » du pentathlon moderne a son propre circuit d'épreuves coupe du monde et son championnat du monde, mais il n'est pas développé en France. En 2013 un 1er championnat d'Europe se déroule à Setúbal au Portugal. Les distances à parcourir varient selon la catégorie d'âge. Par exemple, chez les séniors (22 à 39 ans) hommes ou femmes, elles sont de 1 600 m course à pied / 200 m natation / 1 600 m course à pied.

### Laser Run
Le laser run est un sport dérivé du pentathlon moderne sur le modèle du biathlon. Il a été initié pour la saison sportive 2014/2015 dans le but de rendre le pentathlon moderne plus attrayant. Il s'agit d'un combiné tir au pistolet laser et course à pied. Selon les catégories d'âge, les distances à parcourir varient.

### Triathlé
Le triathlé est un sport combinant course à pied, natation et tir au pistolet laser. Une course de distance standard se déroule sous la forme d'un circuit répété 4 fois : l'athlète doit toucher 5 cibles, puis courir 800 m et nager 50 m.

### Tétrathlon
Le tétrathlon est une variante du pentathlon créée principalement pour les jeunes. Ce sport se déroule de la même manière que le pentathlon, mais sans l'épreuve d'équitation. Il suit le même modèle pour le calcul des points et la désignation du vainqueur.